# Día Mundial de las Habilidades de la Juventud
El Día Mundial de las Habilidades de la Juventud es una jornada que se celebra anualmente el 15 de julio desde 2015, establecida por la Asamblea General de las Naciones Unidas (AGNU) en 2014.

## Proclamación
El Día Mundial de las Habilidades de la Juventud fue declarado por la AGNU el 18 de diciembre de 2014.Este día busca enfatizar la importancia de equipar a los jóvenes con habilidades para el empleo, el trabajo decente y el emprendimiento, atendiendo a las necesidades del creciente desempleo juvenil y los desafíos presentados por la dinámica cambiante del mercado laboral.

## Celebración
Se celebra anualmente el 15 de julio. Esta fecha fue seleccionada en la mitad del año para coincidir con la necesidad de reconocer y fomentar el desarrollo de habilidades juveniles, período propicio para la revisión de avances educativos y laborales. La primera celebración tuvo lugar en 2015, destacando desde entonces la importancia de la enseñanza y formación técnica y profesional adaptada a los retos contemporáneos.

## Temas
- 2015: Youth skills for work and life in the post-2015 agenda,[3] ('Habilidades de los jóvenes para el trabajo y la vida en la agenda post-2015')

- 2016: Skills Development to Improve Youth Employment,[4] ('Desarrollo de las habilidades para mejorar el empleo juvenil')

- 2017: Skills for the Future of Work, [5]('Habilidades para el trabjo del futuro')

- 2018: Improving the image of TVET,[6] ('Mejorando la imagen de TVET') [nota 1]

- 2019: Yo reconozco las habilidades de la juventud[7]

- 2020: El talento de una juventud resiliente en la era del COVID-19 y más allá[8]

- 2021: Reinventar las habilidades de los jóvenes después de una pandemia[8]

- 2022: Transforming Youth Skills for the Future,[9] ('Tranformando las habilidades de los jóvenes para el futuro')

- 2023: Skilling teachers, trainers and youth for a transformative future,[10] ('Formar a los docentes, formadores y a la juventud para un futuro transformador')